# Mafia (jeu)
Pour les articles homonymes, voir mafia (homonymie).
Ne doit pas être confondu avec Mafia: The City of Lost Heaven ou Mafia (série de jeux vidéo).
Mafia est un jeu de société d'ambiance faisant s'affronter une minorité informée et une majorité désinformée. Une partie de Mafia doit être jouée par des groupes comprenant au moins cinq joueurs. Durant une partie, les joueurs sont séparés en deux équipes : les membres de la Mafia, qui se connaissent, et les honnêtes gens qui savent seulement le nombre de membres de la Mafia cachés parmi eux. Le but des deux équipes est d'éliminer l'autre ; dans des variantes plus compliquées mettant en jeu des factions multiples, il s'agit généralement de rester la dernière équipe comptant encore des survivants en jeu.
Le jeu a été adapté plusieurs fois avec le thème fantastique du loup-garou (sous les titres Les Loups-garous de Thiercelieux ou Werewolf par exemple).

## Histoire
Mafia a été créé à l'automne 1986 par Dimitry Davidoff du département de psychologie de l'université d'État de Moscou et les premiers participants y jouèrent dans les classes, les dortoirs et les camps d'été de l'Université de Moscou. Le jeu devient alors graduellement populaire dans les autres écoles et universités soviétiques et, en 1990, franchit les frontières, d'abord en Europe (Hongrie, Pologne, Royaume-Uni, Norvège) puis aux États-Unis ; il est maintenant joué partout. Mafia est considéré par le site About.com comme l'un des 50 jeux les plus importants, historiquement et culturellement, publiés depuis 1800.
Andrew Plotkin (en) a écrit les règles du jeu en y faisant intervenir le thème des loups-garous en 1997. Plusieurs jeux commerciaux sont dérivés de l'une ou l'autre version. Le plus connu en France est Les Loups-garous de Thiercelieux, créé par Philippe des Pallières et Hervé Marly et distribué par Asmodée.
Les droits de Mafia appartiennent toujours à Dimitri Davidoff et ne sont donc pas dans le domaine public. Cependant, l'utilisation à titre privé et non commerciale est possible.

## Règles du jeu

### Rôles
Les joueurs s'installent dans un lieu ou chacun peut voir tous les autres. Les rôles sont assignés à l'aide d'une méthode confidentielle et vérifiable (souvent par le biais de cartes, une rouge ou une noire signifiant un rôle et l'autre) :
- Mafia (ou Loups-garous)
- Innocents (ou, Villageois, Citoyens)

D'autres rôles peuvent également être introduits (voir Variantes) pour enrichir le jeu.
Généralement, le jeu requiert la présence d'un Narrateur, une personne qui ne joue pas mais sert uniquement à animer et modérer le jeu. Le Narrateur connaît les rôles de chaque joueur et annonce les phases de l'action.

### Phase de nuit
Le Narrateur demande à l'ensemble des joueurs de fermer les yeux et de baisser la tête ("Endormez-vous..."). La première nuit, le Narrateur demande aux joueurs de l'équipe Mafia d'ouvrir les yeux et prend ainsi connaissance de ses membres. Ils doivent alors désigner en silence une victime au narrateur.
Dans les variantes, d'autres personnages doivent à leur tour ouvrir les yeux durant la phase de nuit pour accomplir leurs actions spécifiques (avant ou après la Mafia). De même certaines variantes ou rôles nécessitent leur réveil pendant la première nuit seulement.

### Phase de jour
Le Narrateur demande à l'ensemble des joueurs de se réveiller et leur indique la victime de la Mafia. Généralement, cela implique que le Narrateur raconte comment la victime a été tuée. Le joueur qui a été assassiné ne peut plus participer au jeu d'aucune manière et il lui est maintenant permis de garder les yeux ouverts la nuit.
Selon les variantes, le Narrateur peut révéler le rôle des joueurs tués, les joueurs tués peuvent aussi le révéler eux-mêmes en retournant leur carte de rôle face vers le haut (version la plus courante), mais le rôle des joueurs tués peut également ne pas être révélé. D'autre part, révéler prématurément le rôle d'un des joueurs en retournant sa carte est toujours considéré comme un suicide ; dans les variantes qui ne prennent en compte qu'une exécution par jour, celui-ci peut compter comme l'exécution du jour.
Pendant la phase de jour, les joueurs délibèrent pour s'accorder sur l'identité du joueur qui doit être exécuté. Les Innocents cherchent alors à exécuter l'un des membres de la Mafia mais tous les joueurs sont invités à voter. Généralement, le Narrateur anime l'élection et la majorité est requise pour tuer les joueurs, même si de nombreuses variantes sur la manière de procéder au vote existent. Les mêmes règles s'appliquent aux joueurs qui ont été exécutés que celles appliquées aux victimes de la Mafia. Dans quelques variantes, plusieurs joueurs peuvent être exécutés le même jour.

### Conditions de victoire
Le jeu se termine soit quand tous les joueurs de la Mafia ont été tués (victoire des Innocents) ou quand les membres de la Mafia sont en majorité durant une phase de jour (victoire de la Mafia). Plusieurs variantes observent d'autres conditions pour remporter la victoire.

### Nombre de membres de la Mafia
Le nombre optimal de joueurs dans chaque équipe dépend des préférences des joueurs en matière de durée de jeu et de pourcentage de chance de victoire pour la Mafia. Certains joueurs préfèrent donner des chances égales aux Innocents et aux Mafiosi. D'autres préfèrent donner un handicap à l'un des deux camps.
Généralement, plus le nombre de joueurs est réduit, plus la partie se termine vite et moins de temps est nécessaire pour déterminer l'identité des membres de la Mafia (parce que deux joueurs sont tués à chaque tour de jeu). Disposer d'un nombre plus important de Mafiosi augmente les chances de victoire de la Mafia mais peut aussi rendre plus facile l'identification de ses membres durant la phase de jour.
Au moins quatre joueurs sont nécessaires pour jouer à Mafia (pour maintenir une chance de victoire pour les deux camps). Si les Innocents sont autorisés à tuer les premiers, trois joueurs pourraient suffire mais le jeu serait alors uniquement aléatoire.
L'introduction de personnages ou de règles supplémentaires dans les variantes du jeu Mafia peuvent changer la donne. Par exemple, l'identification d'un Shérif ou d'un Docteur pourra diminuer les chances de victoire de la Mafia. La plupart des personnages de la sorte diminuent les chances de gagner de la Mafia mais ne sont utilisés que pour des parties faisant intervenir un nombre important de joueurs.
Permettre aux Innocents de s'abstenir de tuer pendant certains tours peut également diminuer les chances de victoire de la Mafia comme le peuvent aussi les variantes qui rendent plus difficiles les exécutions de la Mafia (par exemple en requérant l'accord indépendant sur la victime). La variante "pas d'exécution" compense d'une certaine mesure le désavantage donné à un nombre impair d'Innocents. En effet, 2n+1 Innocents ont moins de probabilité de gagner que 2n Innocents (pour n>2) parce qu'ils voient alors leurs chances de voter pour un membre de la mafia diminuées à chaque tour sans que diminue le nombre de tours.

## Variantes
Au cours des années, les joueurs ont créé un grand nombre de variantes du jeu Mafia qui utilisent des personnages supplémentaires (aux appellations multiples) et d'autres méthodes pour mener les délibérations, voter ou tuer.

### Rôles optionnels
À cause de la nature informelle du jeu Mafia, les rôles peuvent endosser plusieurs appellations. La liste qui suit présente certains des rôles qui peuvent apparaître dans les variantes du jeu Mafia et ne saurait être, par nature, exhaustive. En effet, d'autres variantes existent, parfois avec des pouvoirs plus spécialisés ou plus complexes.

#### "Rôles protecteurs"
"Ange gardien", "Docteur", "Archange", "Garde du corps", "Nurse", "Sorcière", "Prêtre", etc.
Allié des innocents, ce type de personnages peut protéger les autres rôles pendant la phase de nuit. Parfois ils sont également autorisés à se protéger eux-mêmes. Dans certaines variantes, la Nurse obtient les pouvoirs du Docteur si ce dernier vient à disparaître. Une autre variante, appelée "Pare-balles" protège l'ensemble des joueurs d'être tué pendant la phase de nuit.

#### "Rôles d'investigation"
"Détective", "Commandant / Super Commandant", "Flic", "Prophète", "Ange", "Shérif", "Médium", "Inspecteur", "Démon", "Pisteur", etc.
Allié des Innocents, ce type de personnage peut détecter le camp (Mafia ou Innocents) d'un des autres joueurs la nuit. Dans certaines variantes, ce personnage peut se voir relever le rôle plutôt que le camp (pour les rôles supplémentaires utilisés). Dans certaines variantes, le Narrateur peut mentir au Détective en indiquant tous les joueurs comme Innocents ou tous membres de la Mafia, en donnant les informations contraires ou des informations aléatoires (ces variantes peuvent être respectivement appelées "Naïve", "Paranoïaque", "Démente" ou "Aléatoire"). Un Pisteur peut uniquement voir quelle est l'action d'un autre joueur la nuit et doit en déduire l'information. Quand le Démon existe, il travaille pour la Mafia, essayant de découvrir les Innocents disposant d'un rôle particulier. Le Commandant est l'équivalent du Détective, le Super Commandant dispose lui d'un pouvoir de protection supplémentaire qui permet à la personne inspectée (qui peut être le Super Commandant lui-même) de survivre à un assassinat par la Mafia cette même nuit.

#### "Rôles de tueurs"
"Vigilant", "Rambo", "Vétéran fou", "Bombe", "Terroriste", "Fossoyeur", "Chasseur", etc.
Dans le camp opposé à la Mafia, ces personnages peuvent également adopter des rôles leur donnant le pouvoir de tuer la nuit. Les méthodes varient : le Vigilant peut disposer d'une ou plusieurs balles pour l'ensemble de la partie, la Bombe ou le Vétéran fou peuvent seulement agir s'ils sont eux-mêmes la cible d'une action cette nuit-là (pas nécessairement d'une exécution) de la part d'un autre personnage. Des variantes existent où ce personnage peut tuer pendant le jour (le Terroriste ou le Fossoyeur par exemple). S'il est exécuté pendant la phase de jour, le Chasseur peut emmener quelqu'un dans la tombe avec lui.

#### "Rôles de camp"
"'Meunier'", "Parrain", "Loup Alpha", "Traître", "Idiot du village", "Flic infiltré", "Rat", etc.
Certains personnages peuvent truquer les investigations cherchant à déterminer à quel camp ils appartiennent :
- Le Meunier est un Innocent qui apparaît comme coupable (généralement parce qu'il constitue le dernier survivant de son camp).
- Le Parrain, à l'inverse, apparaît comme Innocent malgré le fait qu'il soit le leader de la Mafia.
- Le Loup Alpha est l'équivalent du Parrain tandis que le Traître ou l'Idiot du village est un Innocent en apparence qui utilise son vote pendant la phase de jour pour aider la Mafia et gêner les Innocents.
- Le Rat ou le Flic infiltré constitue un agent double dans le camp de la Mafia.

#### "Rôles de manipulation"
"Bloqueur de rôle'", "Parrain", "Prostituée", "Soldat", "Bourreau", "Conducteur de bus", "Voleur", "Sorcier", "Barman", etc.
Ces personnages peuvent empêcher ou altérer les actions de nuit des autres personnages. Par exemple, ils peuvent empêcher les protections ou investigations d'aboutir ou en changer la cible. Tous ces rôles n'appartiennent pas au camp des Innocents.
- Le Voleur peut retirer le rôle d'un autre personnage définitivement (par exemple, en dérobant l'arme du Chasseur).
- Le Parrain a la capacité de recruter des Innocents pour devenir des membres de la Mafia dans certaines circonstances. Ce dernier rôle diffère du rôle de camp du Parrain présent ci-dessus.

#### "Rôles d'association"
"Francs-maçons", "Frères et Sœurs", "Gourou et Adeptes", "Cupidon et Amoureux", etc.
Ces personnages, généralement du côté des Innocents, se connaissent les uns les autres et connaissent leurs rôles respectifs.
- Les Francs-maçons peuvent se parler la nuit et confirmer aux autres que l'un d'entre eux est la cible d'un meurtre.
- Les Frères et Sœurs réunissent un Mafioso et un Innocent qui sont reliés par le sang ; si l'un des deux meurt, l'autre se suicide immédiatement après.
- Le Gourou peut recruter ses Adeptes la nuit au lieu de tuer ; ils agissent ensuite comme une faction indépendante des deux camps habituels avec la capacité de dialoguer la nuit.
- Cupidon peut identifier deux Amoureux de son choix la première nuit qui agissent alors comme les Frères et Sœurs.

### Règles optionnelles
- Narrateur aléatoire : pour éviter l'inconvénient (spécialement dans les parties nombreuses) d'être tué le premier jour, cette variante fait de l'Innocent tué le premier jour le Narrateur pour la suite de la partie. Les membres de la Mafia doivent alors trouver un moyen d'informer cette personne de sa mort sans relever leurs identités. C'est la variante qui propose d'écrire le nom de la victime désignée sur un morceau de papier qui fonctionne ici le mieux. Certains joueurs se plaignent pourtant du fait que cette variante soit biaisée puisque privilégiant l'exécution des joueurs ayant des compétences dans le rôle de Narrateur.
- Dans des groupes de grande taille, chaque membre de la Mafia peut tuer une personne par nuit. Il faut alors un nombre réduit de Mafiosi.
- Méthodes d'assassinat par la Mafia : plusieurs variantes demandent à tous les membres de la Mafia de choisir la même victime indépendamment pour mener à bien l'exécution. Théoriquement, cela implique qu'ils communiquent d'une façon ou d'une autre pendant la journée et augmentent leurs chances d'être ainsi détectés. Cela peut être effectué en réveillant les membres de la Mafia séparément ou en leur faisant écrire le nom de la victime. Dans cette variante, les Innocents indiquent le mot "honnête" sur leur morceau de papier tandis que les Mafiosi y écrivent le nom du joueur qu'ils veulent éliminer. Si tous les membres de la Mafia ont désigné la même victime, celle-ci est considérée comme tuée par la Mafia.
- Variantes du vote : certaines variantes proposent un système plus complexe de vote pour sélectionner le joueur qui sera exécuté. Parfois, ces variantes permettent plusieurs nominations simultanées et requièrent uniquement la majorité. D'autres demandent l'unanimité.
- "Pas d'exécution" ou "Pas de meurtre" : Parfois les Innocents sont autorisés à voter la décision de n'exécuter aucun joueur pendant la phase de jour, généralement quand les Innocents estiment ne pas avoir assez d'informations. C'est, la plupart du temps, un mauvais choix parce que les Innocents ont plus de probabilité d'éliminer un membre de la Mafia que les Mafiosi d'éliminer l'un des leurs. De plus, comme un rôle d'un joueur est en général relevé au moment de son exécution, cela apporte aux Innocents une information irréfutable. Cependant, quand il reste un nombre pair d'Innocents, cela peut devenir un choix judicieux. Par exemple, quand il subsiste trois Innocents et un Mafioso, voter de ne tuer personne donne une chance sur trois de tuer le dernier membre de la Mafia le jour suivant contre une sur quatre sinon. De plus, voter incorrectement à ce moment de la partie donne la victoire à la Mafia en ne laissant en jeu au jour suivant qu'un membre de chaque équipe (situation qui est généralement résolue par le Narrateur en faveur de la Mafia).
- Familles multiples : cette variante met en jeu des familles multiples qui agissent indépendamment les unes des autres. Cela permet d'augmenter le nombre d'exécutions, d'accélérer le jeu et entraîne potentiellement des tirs croisés entre factions rivales.
- Emprisonnement : cette variante permet aux joueurs d'être envoyés en prison plutôt que d'être exécutés. Selon les variantes, ils peuvent y être envoyés par vote ou selon la décision d'un personnage supplémentaire. Les joueurs en prison se placent alors dans une autre pièce avec, si possible, un autre Narrateur. Il est possible de procéder à des meurtres en prison et certains rôles ont la capacité de ramener quelqu'un depuis la prison.
- Revanche divine : cette variante permet au Narrateur de sélectionner d'une manière aléatoire et vérifiable un ou plus des Innocents (selon le nombre total de joueurs dans la partie) dont la mort entraînera des répercussions. Si, par exemple, la Mafia désigne cet Innocent pour être assassiné pendant la nuit, les Mafiosi qui ont désigné ce joueur protégé mourront également. Si pendant la phase de jour l'un des joueurs dirige une accusation contre ce même joueur protégé et que celui-ci est finalement désigné pour être exécuté, l'accusateur à l'origine du vote meurt également. Cette variante augmente la confusion en permettant aux joueurs de prétendre à la revanche divine et oblige à être plus précautionneux dans le processus de vote.
- Mauvais Narrateur : cette variante pousse le Narrateur à faire de l'ensemble des joueurs des Innocents tout en continuant à narrer le jeu comme si un camp adverse existait. Il s'agit moins d'une variante que d'une plaisanterie perpétrée par le Narrateur.

## Adaptation à l'Internet
Le jeu connait un grand succès sur certains forums de l'internet[réf. nécessaire]. Dans la variante en ligne du jeu, le jeu prend place dans un sujet ("thread") désigné, les joueurs reçoivent leur rôle par message privé, et les mafieux peuvent se concerter la nuit dans un forum connu d'eux seuls.
Le jeu sur Internet permet des variantes extrêmement libres et pour certaines très compliquées. Les factions peuvent se multiplier, le nombre de joueurs peut atteindre 25 personnes, la meilleure concertation des mafieux les rend plus forts par nature : il est également plus difficile de deviner si quelqu’un ment seulement à travers des traces écrites.
En revanche, comme tous les messages sont consultables pendant toute la durée du jeu, il est beaucoup plus facile de démasquer les contradictions.
Une partie de mafia sur Internet peut durer de quelques jours à plusieurs semaines, selon le rythme imposé par le meneur de jeu, l’assiduité des joueurs et leur fréquence d’utilisation du forum.